# Made in Taiwan

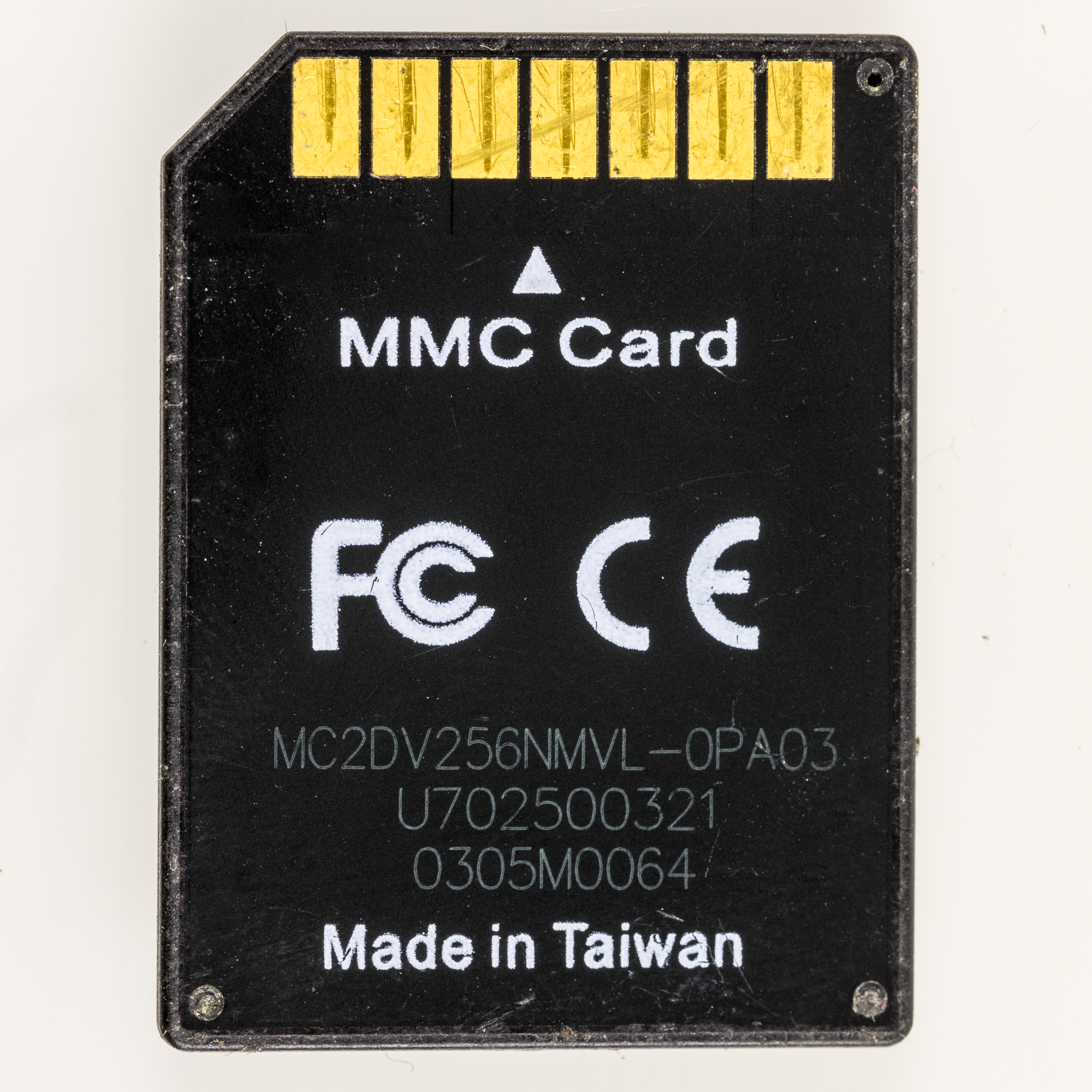
MultiMediaCard con la etiqueta Made in Taiwán

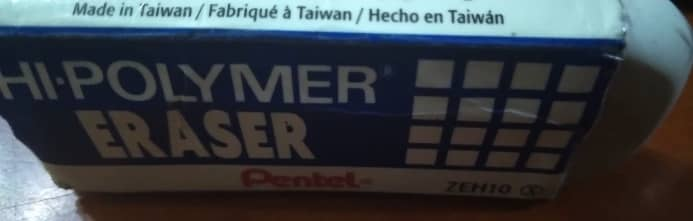
Borrador Pentel hecho en Taiwán

Made in Taiwan, Product of Taiwan (Hecho en Taiwán, Producto de Taiwán , en chino tradicional, 臺灣製造; en chino simplificado, 台湾制造; pinyin, Táiwān zhìzào) es una etiqueta de país de origen que se coloca en los productos fabricados en Taiwán.

## Terminología
A medida que la economía de Taiwán aumentó la producción, la etiqueta Made in Taiwán se aplicó a productos como textiles, juguetes de plástico y bicicletas en la década de 1980 a computadoras portátiles y chips de computadora en la década de 1990; más del 80% de las computadoras portátiles en el mundo están diseñadas en Taiwán.
En 1991, el Consejo de Desarrollo del Comercio Exterior de Taiwán (TAITRA) encargó a la empresa de diseño Bright & Associates que mejorara la calidad y la imagen de la marca Made in Taiwán.
En 2010, el Ministerio de Asuntos Económicos presionó para promover productos certificados fabricados en Taiwán, incluido el almacenamiento de los artículos participantes en las grandes cadenas de tiendas.

## Economía de Taiwán

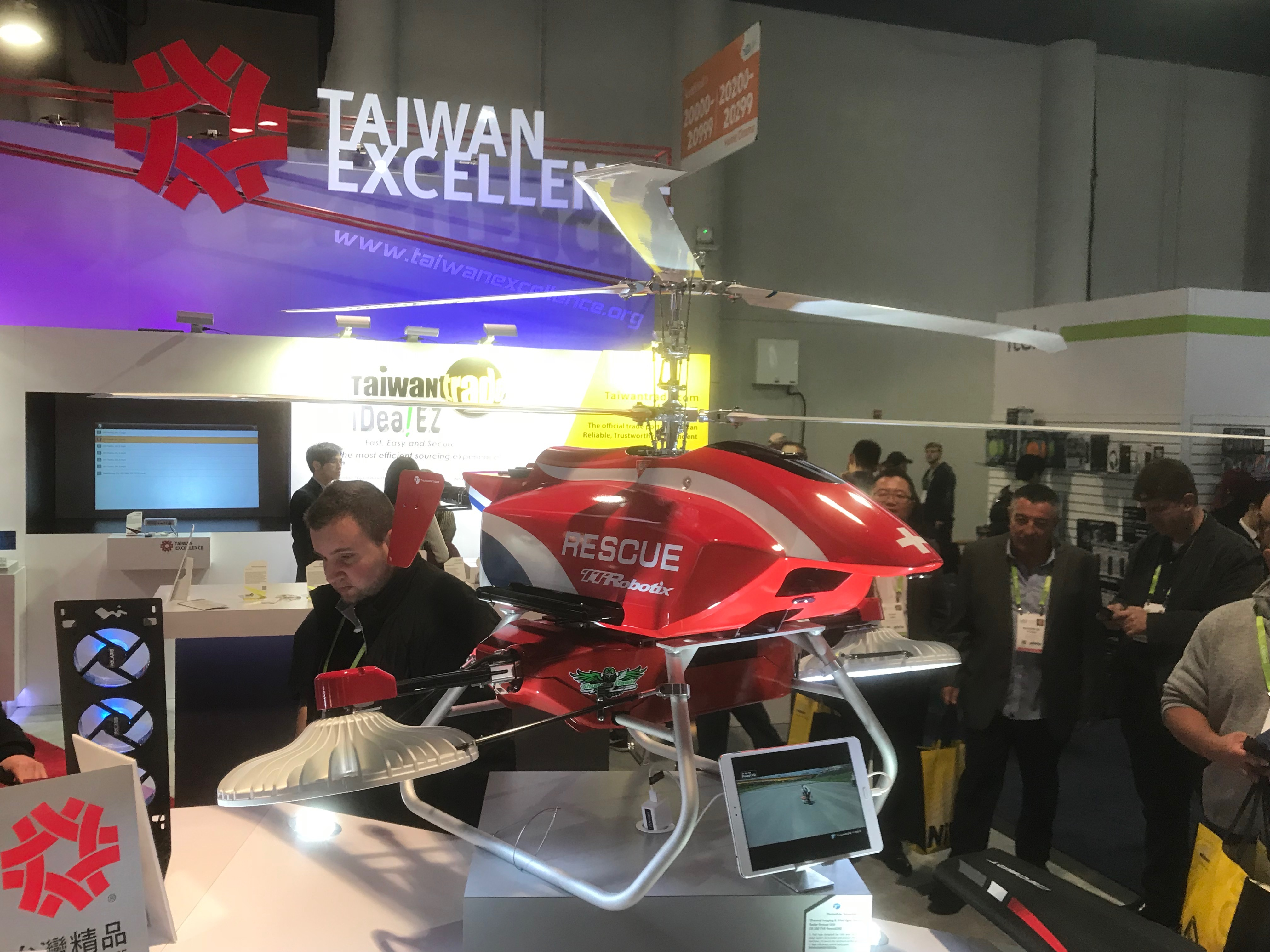
Un ejemplo de helicóptero modelo Thunder Tiger

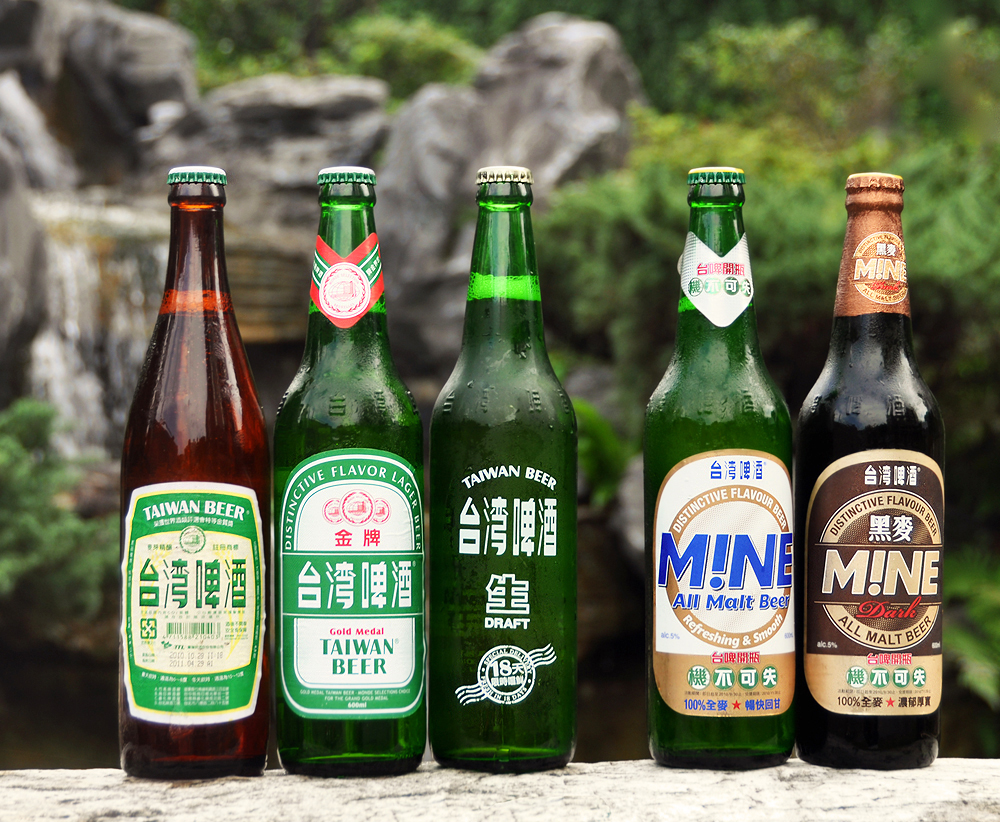
Taiwan Beer/Cerveza de Taiwán

### Electrónica de consumo
Algunas marcas famosas de productos electrónicos de consumo fabricados en Taiwán son Acer Inc., ASUS, Garmin y HTC Corporation, Quanta Computer.

### Automoción y transporte
Empresas como Luxgen y Maxxis producen vehículos de motor, mientras que Giant y Merida se encuentran entre los principales fabricantes de bicicletas del mundo.

### Comida
Taiwan Tobacco and Liquor Corporation produce cerveza, Taiwan Beer.

### Modelismo
Una empresa conocida en todo el mundo es Thunder Tiger.